# Kalkkuppen bei Winterscheid
Das Naturschutzgebiet Kalkkuppen bei Winterscheid liegt auf dem Gebiet der Gemeinde Gilserberg im Schwalm-Eder-Kreis in Hessen.
Das aus drei Teilflächen bestehende etwa 42,9 ha große Gebiet wurde im Jahr 1986 unter der Kennung 1634014 unter Naturschutz gestellt. Es erstreckt sich nordwestlich und östlich von Winterscheid, einem Ortsteil von Gilserberg, zu beiden Seiten der B 3, der Kreisstraße K 98 und des Josbaches, eines linken Nebenflusses der Wohra. Seit 2003 sind die Gebiete flächengleich auch als FFH-Gebiet ausgewiesen.
Bei den vier Kuppen (Doppelkuppe östlich Winterscheids, Kuppe unmittelbar nordwestlich des Ortes und Nordwestkuppe jenseits der B 3) handelt es sich um die einzigen Muschelkalkberge (Unterer Wellenkalk) der Gilserberger Höhen, auf denen ansonsten Buntsandstein überwiegt, im äußersten Nordosten Grundgebirge. Sie liegen im geologischen Strukturraum des Momberger Grabens. Die Nordwestkuppe ist mit um 420 m eine der höchsten Gilserberger Höhen.